# Mythos (birra)
La Mythos (in greco Μύθος) è una birra greca. È prodotta dal birrificio Mythos, la seconda più grande fabbrica di birra greca. L'azienda fa parte del gruppo Carlsberg dal 2008, e il principale stabilimento di produzione si trova a Salonicco.

## Storia
L'azienda nasce come continuazione della Henninger Hellas SA, il distributore locale greco della birra tedesca Henninger, fondata nel 1970. Nel 1992, il gruppo Boutari ha acquisito la società, che nel 1994 è stata ribattezzata Northern Greece Brewery Ltd., come parte di una strategia per trasformarla in una vera e propria azienda di birra greca. Ciò è stato realizzato con l'introduzione del marchio di birra Mythos nel 1997, e nel 2001 l'azienda ha nuovamente cambiato nome in Mythos Brewery Ltd., dato che la Mythos era diventata il suo prodotto principale. Nel 2004 Scottish & Newcastle sono diventati azionisti di maggioranza.
nel 2008 l'azienda è stata acquisita dal gruppo Carlsberg.

## Birra
La Mythos è una birra lager di colore paglierino chiaro. È prodotta sia in bottiglie da 330ml e 500ml che in lattine da 500ml. La gradazione alcolica è 5%. 
Esiste anche la versione Mythos rossa in bottiglie da 330 ml.

## Disponibilità
Mythos ha un'ampia distribuzione in Grecia e viene esportata anche in un certo numero di paesi europei, così come negli Stati Uniti d'America, in Canada, a Panama, a Taiwan, in  Finlandia, in Israele, in Italia e in Australia.